# 마오닝 (가수)
마오닝(중국어: 毛宁, 1969년 5월 23일 ~ )은 팝곡 The Waves Remain(涛声依旧), Late Autumn(晚秋), The Blue Night and Blue Dream(蓝蓝的夜蓝蓝的梦)으로 가장 잘 알려진 중국 가수이다. 마오닝에는 청홍, 양위잉 및 린핑과 같은 많은 파트너가 있었다. 많은 사람들은 마오닝과 양위잉을 "가장 귀여운 소년 소녀"(金童玉女)라고 불렀다.

## 싱글
- The Waves Remain(涛声依旧)
- The Blue Night and Blue Dream(蓝蓝的夜蓝蓝的梦)
- How Many Loves Can Be That(能有几次这样的爱)
- The promise of Love(爱的承诺)
- Late Autumn(晚秋)
- The Big Wave Cover the Sand(大浪淘沙)
- Annie in Heart
- Wait You in Old Place